# Csen hun
A Csen hun (Zhen hun) (kínaiul: 镇魂, pinjin: Zhèn Hún), angol címén Guardian 2018-ban, a Youku felületén bemutatott kínai websorozat Paj Jü (Bai Yu) és Csu Ji-lung (Zhu Yilong) főszereplésével. Priest azonos című webregényéből készült. A történet Csao Jün-lan (Paj) (Zhao Yunlan (Bai)) nyomozó és Sen Vej (Csu) (Shen Wei (Zhu)) egyetemi professzor kalandjait követi, akik természetfeletti események után nyomoznak. Az eredeti regényben kettejük kapcsolata romantikus jellegű, az LMBT-tartalom cenzúrája miatt azonban a sorozatban csupán brománcként szerepel.
A sorozat rendkívül népszerű volt a kínai interneten, 2018 augusztusáig 1,8 milliárd megtekintésnél tartott, amikor is a Youku „veszélyes és vulgáris” tartalmakra vadászva letiltotta. Később néhány jelenetet kivágva, illetve újravágva ismét felkerült.

## Cselekmény
A Földhöz hasonló Hajhszing (Haixing) („Tengeri csillag”) bolygón emberek élnek, de tízezer évvel korábban egy földönkívüli űrhajóról érkező humanoid idegen lények telepedtek meg a bolygón. Egy részük a bolygó felszínén maradt, és mutáció segítségével állatok és növények génjeit építették be saját génállományukba, képessé válva arra, hogy alakot váltsanak. Ők lettek a Jasou (Yashou) törzs tagjai. Más részük a föld alatt talált otthonra, majd az ottani klímának köszönhetően olyan genetikai mutáción mentek át, mely különleges, mágikus képességekkel ruházta fel őket. Ezek a lények lettek a Tihszing (Dixing) („Földalatti”) törzs tagjai. Sokáig békében éltek, azonban egy meteor pusztítása miatt a Tihszing (Dixing) törzs forrásai kimerültek, és háború tört ki. Az embereket és a Jasou (Yashou) törzset egy Kunlun nevű harcos vezette, aki szövetségre lépett a Fekete Köpenyessel, a Tihszing (Dixing) törzs békét kívánó frakciójának vezetőjével. A háborút végül az emberek nyerték meg a meteorból készített négy szent tárgy segítségével, Kunlunnak azonban nyoma veszett. A Fekete Köpenyes feladata lett, hogy a békét fenntartsa a felszíni és a föld alatti világ között.
A jelenben furcsa események sorozata történik, gyilkosságok, melyeket tihszing (dixing)i emberek követnek el a felszínen. Az ilyen esetek kivizsgálására létrehozott Különleges Nyomozóiroda vezetőjévé a fiatal, forrófejű Csao Jün-lan (Zhao Yunlan)t nevezik ki, aki emberi és Jasou (Yashou) törzshöz tartozó munkatársai (egy kígyónő, egy energialény, egy ezeréves macskafiú, egy különleges erőt birtokló bábjátékos és egy ezermester tudós fiú) segítségével igyekszik az ügyek végére járni. Az egyik ügy kapcsán Sárkányváros egyetemén megismerkednek Sen Vej (Shen Wei) professzorral, aki biomérnöki tudományt tanít és a tihszing (dixing)i emberek génjeit kutatja. A férfi tanácsadó lesz az ügyosztály számára, ám Csao (Zhao) gyanakvással tekint rá, valamint megmagyarázhatatlan módon úgy érzi, valahol már találkoztak.

## Szereplők
- Paj Jü (Bai Yu) mint Csao Jün-lan (Zhao Yunlan) / Kunlun

A Különleges Nyomozóiroda (KNYI) vezetője, az ősi harcos, Kunlun reinkarnációja, a Fekete Köpenyes barátja (a regényben a szerelme is).
- Csu Ji-lung (Zhu Yilong) mint Sen Vej (Shen Wei) / Fekete Köpenyes / Je Cun (Ye Zun)

Sen Vej (Shen Wei) a biomérnöki tudományok professzora, aki segít a KNYI-nek megoldani a rejtélyes gyilkosságokat. A professzor valójában a Fekete Köpenyes álcája, aki azért érkezett a felszínre, hogy rájöjjön, ki akar a földalatti világból újra háborút indítani az emberek ellen, valamint meg akarja találni a négy szent tárgyat. Csu (Zhu) alakítja Je Cun (Ye Zun)t, a Fekete Köpenyes ikertestvérét is, aki a sorozat főgonosza.
- Hszin Peng (Xin Peng) mint Kuo Csang-cseng (Guo Changcheng ) / Kicsi Kuo (Guo)

Emberi gyakornok a KNYI-nál, ügyetlen és félős, de nagyon kedves és tiszta lelkű.
- Li Jen (Li Yan) mint Ta Csing (Da Qing) / Döglött Macska

A KNYI helyettes vezetője, aki képes macskává változni. Valaha Kunlun bajtársa volt, az egyik szent tárgy megérintése után halhatatlanná vált és elvesztette emlékei egy részét, így nem emlékszik sem Kunlunra, sem a Fekete Köpenyesre.
- Kao Jü-er (Gao Yu'er) mint Csu Hung (Zhu Hong)

A Jasou (Yashou) törzs tagja, kígyóvá képes változni, a KNYI titkárnője. Azért csatlakozott az irodához, mert szerelmes Csao (Zhao)ba.
- Vang Naj-csao (Wang Naichao) mint Csu Csiu (Zhu Jiu)

Je Cun (Ye Zun) alárendeltje, aki háborút akar szítani a felszíni és földalatti emberek között.
- Csiang Ming-jang (Jiang Mingyang) mint Csu Su-cse (Chu Shuzhi)

A KNYI ügynöke, földalatti ember, aki akarattal képes irányítani egy marionettbábut, aminek segítségével harcol. Valaha elítélték gyilkosságért és a felszínre száműzték. A KNYI tagja lett, hűséges a Fekete Köpenyeshez, akinek kémkedik.
- Min Ting-liu mint Lin Csing (Lin Jing)

A KNYI géniusz technikusa, aki mindenféle technológiához ért.
- Li Sze-csi (Li Siqi) mint Vang Cseng / Ko Lan (Wang Zheng / Ge Lan)

A KNYI aktatologató munkatársa, valójában energialény, akit nem érhet napfény. Egy ősi törzs tagja.

## Gyártás
2017. március 23-án jelentették be, hogy a Csen hun (Zhen hun) című webregényből websorozatot gyártanak. 2017 áprilisában kezdték forgatni Sanghajban, and és júliusban fejezték be. 2017 júniusában a média képviselői meglátogathatták a forgatási helyszínt. A We Won't Be Falling című, teljesen angol nyelvű nyitódalt egy amerikai producercsapat készítette, a zenekar a Budapest Art Orchestra volt.

## Streaming
Az első előzetes 2018. január 16-án jelent meg, a második március 26-án. Június 11-én sajtótájékoztatót tartottak a főszereplőkkel. A sorozatot 2018. június 13-án kezdte vetíteni a Youku, az utolsó epizódot július 25-én tették közzé. A VIP-előfizetők hetente kétszer három epizódot nézhettek meg, míg az átlag nézők napi egyet, hétfőtől szombatig. Dél-Koreában a Csunghva TV (Junghwa) vetítette, majd felkerült a nemzetközi Viki platformjára is.
2018. augusztus 2-án a sorozatot levették a Youkuról, a kínai médiahatóság parancsára, akik „veszélyes és vulgáris” internetes tartalmakra vadásztak. November 10-én került fel újra a platformra, miután számos jelenetet újravágtak, illetve néhányat teljesen ki is vágtak. Az első héten a visszatöltést követően több mint 52 millió megtekintést kapott.

## Zene
|    | Cím                                                       | Előadó(k)                                 | Hossz |
| -- | --------------------------------------------------------- | ----------------------------------------- | ----- |
| 1. | Csesi taj cajji (Zhǐshì tài zàiyì) (只是太在意) (záródal) | Ning Heng-jü (Ning Hengyu)                | 03:46 |
| 2. | Secsien fejhszing (Shíjiān fēixíng) (时间飞行)            | Paj Jü (Bai Yu), Csu Ji-lung (Zhu Yilong) | 03:06 |
| 3. | We Won't be Falling (nyitódal)                            | Csen Hszüe-zsan (Chen Xueran)             | 03:11 |
| 4. | Csuhszin (Chūxīn) (初心)                                  | Csen Hszüe-zsan (Chen Xueran)             | 03:53 |

## Fogadtatás
Jobbára pozitív kritikákat kapott hazájában, a Zsenmin Zsipao (Renmin Ribao) progresszívnek nevezte a történetet, a sorozatot pedig meghatónak. A China Entertainment News dicsérte a történetben megjelenő realizmust és a szenzációhajhászás hiányát. Ugyanakkor a Jangcseng Vanpao (Yángchéng Wǎnbào) szerint a sorozat nem túl szofisztikált.
A sorozat női rajongóit Csen hun nühaj (Zhèn hún nǚhái)nak (镇魂女孩) nevezik, a Youkuról való levétel előtt ezek a nők a közösségi média felületein beszélgettek a sorozat homoerotikus tartalmáról, a „szocialista testvériség” hashtaget használva, hogy eltereljék a cenzorok figyelmét.

## Díjak és elismerések
| Díj                                                     | Kategória                | Jelölt              | Eredmény | Hiv.   |
| ------------------------------------------------------- | ------------------------ | ------------------- | -------- | ------ |
| Arany Bimbó - 3. Network Filmes és Televíziós Fesztivál | Legnépszerűbb websorozat | Csen hun (Zhen Hun) | Elnyerte | [ 25 ] |

## Fordítás
Ez a szócikk részben vagy egészben  a   Guardian (web series) című angol Wikipédia-szócikk fordításán alapul.  Az eredeti cikk szerkesztőit annak laptörténete sorolja fel. Ez a jelzés csupán a megfogalmazás eredetét és a szerzői jogokat jelzi, nem szolgál a cikkben szereplő információk forrásmegjelöléseként.